# Uhrynów Stary
Uhrynów Stary (ukr. Старий Угринів, Staryj Uhryniw) – wieś na Ukrainie, w obwodzie iwanofrankiwskim, w rejonie kałuskim. Liczy około 1000 mieszkańców.
Wieś została założona w 1447 roku.

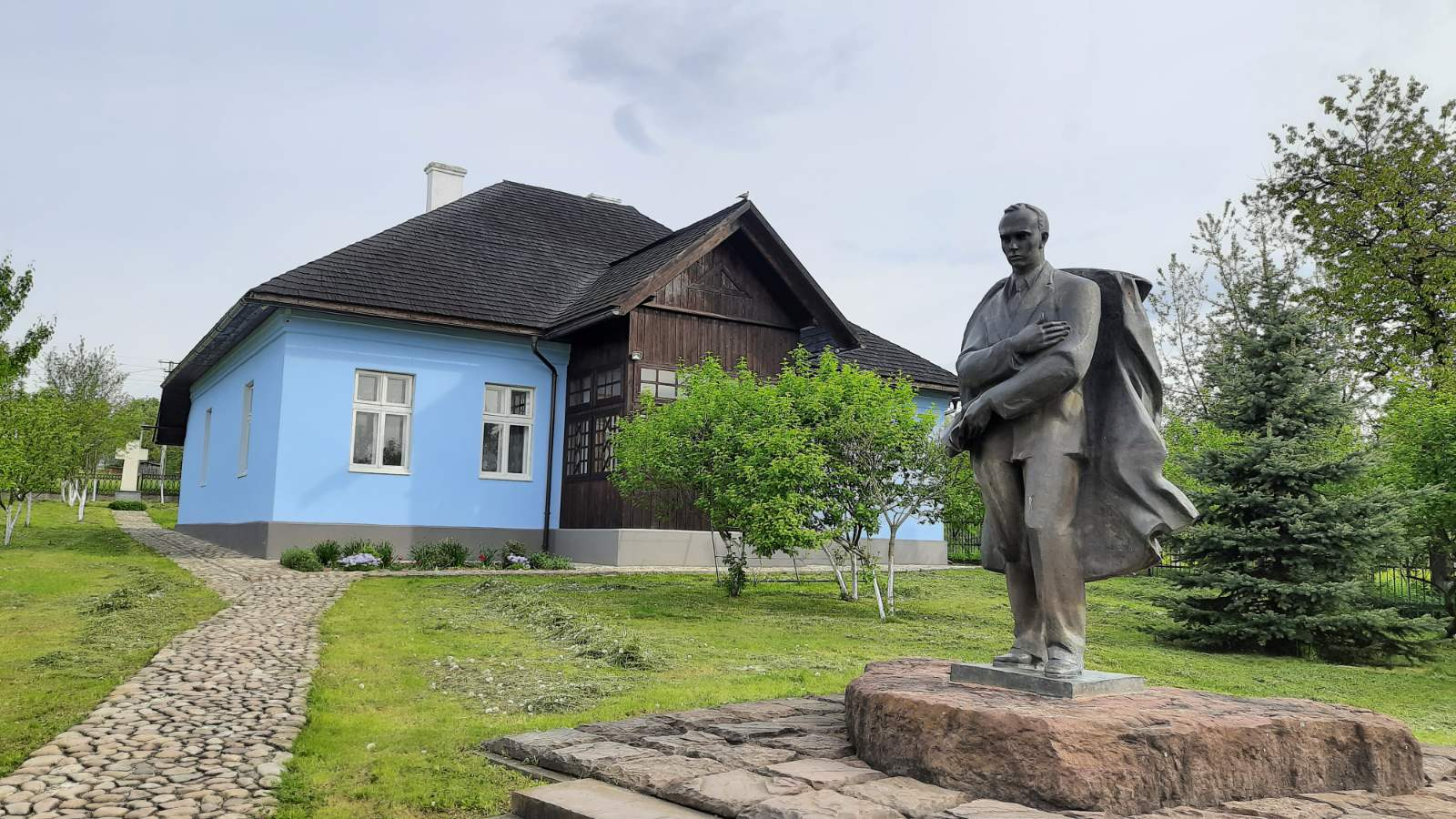
Rodzinny dom Banderów i pomnik Stepana Bandery w Uhrynowie Starym

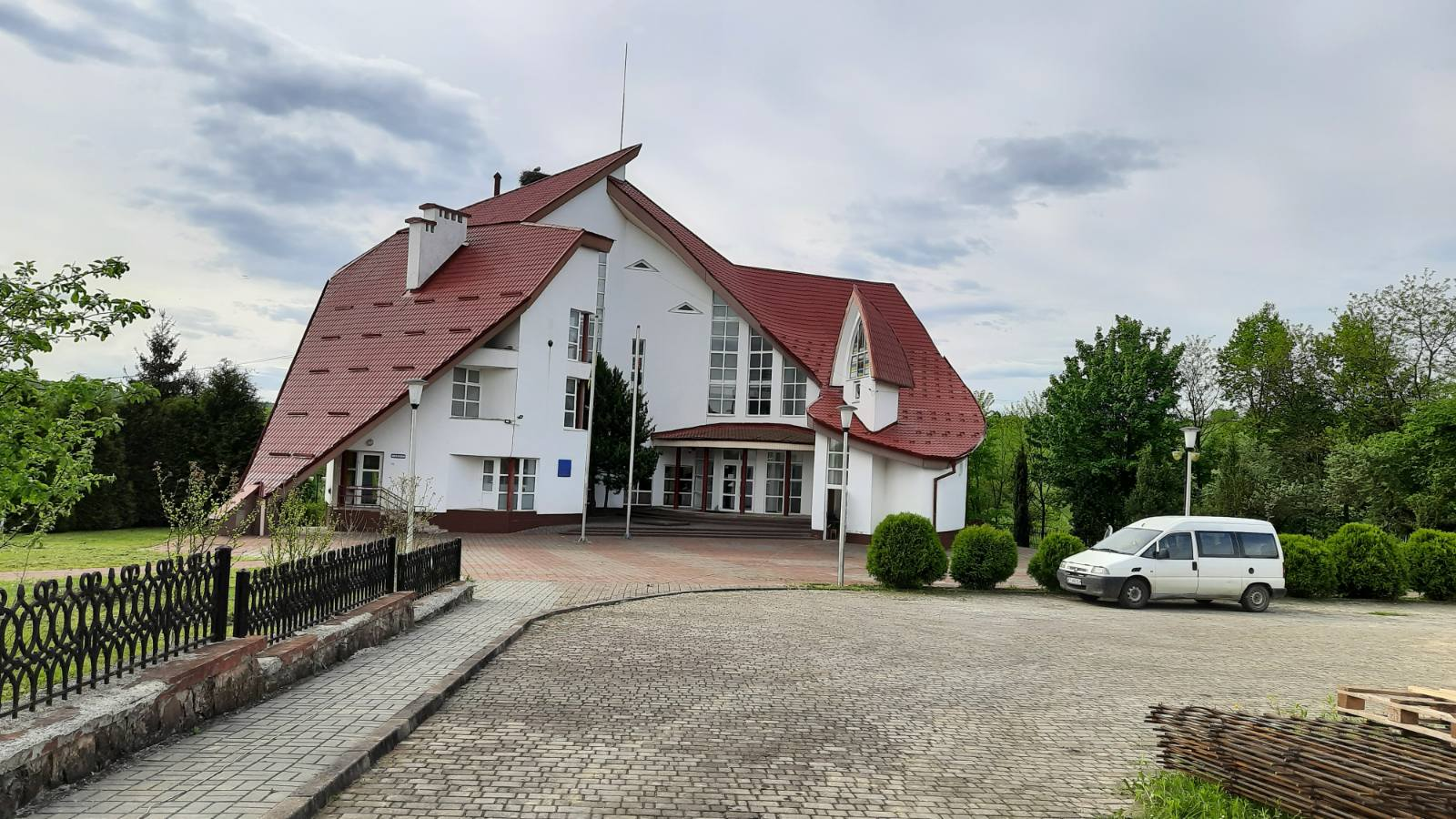
Muzeum Stepana Bandery i UPA

We wsi urodzili się członkowie Organizacji Ukraińskich Nacjonalistów (OUN): Wasyl, Ołeksandr i Stepan Bandera, oraz poseł na Sejm Krajowy Galicji Łazar Wynnyczuk.
We wsi znajduje się zbudowany z inicjatywy samorządowych władz ukraińskich pomnik Stepana Bandery oraz muzeum poświęcone jego postaci.